# Purple Playhouse
Purple Playhouse est une série télévisée canadienne en huit épisodes de 60 minutes diffusée entre le 25 février et le 6 mai 1973 sur le réseau CBC.

## Synopsis
Chaque semaine un épisode différent adapte un classique de la littérature victorienne qui englobe plusieurs genres : fantastique, aventure ou historique. Des acteurs différents apparaissent chaque semaine.

## Distribution
- Robertson Davies : L'hôte

## Épisodes[1]
1. Titre français inconnu (Sweeney Todd - The Demon Barber of Fleet Street) (Scénario et réalisation : Herb Roland)
2. Titre français inconnu (The Bells)
3. Titre français inconnu (Used Up) (Scénario : John Bethune)
4. Titre français inconnu (The Lyons Mail) (Scénario : Mavor Moore et réalisation : Herb Roland)
5. Titre français inconnu (Dracula) (Réalisation : Jack Nixon-Browne)
6. Titre français inconnu (The Corsican Brothers)
7. Titre français inconnu (Ticket-Of-Leave Man) (Scénario : Mavor Moore)
8. Titre français inconnu (Mrs Dane's Defence)